# 混信
混信（こんしん）とは、無線による放送や無線通信において、同一周波数あるいは隣接周波数の他局の電波が混じり正常な受信（視聴や聴取）が困難になることを指す。
日本では、総務省令電波法施行規則第2条第1項第64号に「混信」を「他の無線局の正常な業務の運行を妨害する電波の発射、輻射又は誘導」と定義している。
そして地上基幹放送および移動受信用地上基幹放送については、一定以上の電界強度を保証するため、総務省令基幹放送局の開設の根本的基準に基幹放送局ごとに放送区域を設定するものとしている。

## ラジオ放送の混信
放送区域内では他局と混信することなく、安定して聴取できることになっている。しかし同一周波数や隣接する周波数に他局が強力な電波を発している場合、ラジオ局のお膝元でも混信を起こすことがある。

### 日本での状況

#### 中波放送
北朝鮮の海州市から発信されていた統一革命党の声放送→朝鮮中央放送と日本国内の民放の混信がよく知られる。当初1135kHzで放送していたこの放送は70年代に段階的に1000kWまで増力し、これに伴い隣接周波数で放送していた文化放送（1130kHz）や近畿放送（1140kHz）と激しい混信を引き起こした。1978年に1053kHzに周波数変更を行うと、今度は同一周波数で放送していたCBCラジオ（当時は中部日本放送）と混信するようになり、一時期愛知県尾張北部（一宮市や犬山市など）や岐阜市とその周辺の受信状況を改善するために、各務原市に639kHzで放送する中継局を新設したほどである。またソ連から1251kHzで放送されていたモスクワ放送は、その1000kWという出力から同一周波数の極東放送や隣接する1242kHzで放送していたニッポン放送と混信し、極東放送に至っては中波での放送を断念し極短波放送のエフエム沖縄に転換したほどである。
敢えて放送区域外のラジオ放送、特に小出力局を聴取しようとする場合は混信との闘いになる。例えば夜間の東京では、中波1098kHzを信越放送とラジオ福島郡山局が使っていて、番組表を見比べたり、地元ニュースやローカルCMの違いで識別するしかない。さらに距離的にもあまり離れていない和歌山放送と岐阜放送は共に県域放送であるが、親局同士が同一周波数1431kHzで放送（中継局では山陰放送が複数、ラジオ福島・長崎放送が1局ずつ使用）している事例もあり、これらの地元では他県局の聞き取りは不可能であり、遠方での受信も区別は困難である（指向性のあるアンテナを使っても、日本列島のほぼ中程にあるこの2局は方位的に切り分けできない場合が多い。）。
なお、ユーラシア大陸に近い山陰地方（鳥取県・島根県・山口県）や九州北西部（福岡県・佐賀県北部・長崎県・熊本県・鹿児島県）、台湾に近い沖縄県、瀬戸内海沿岸部では混信は発生しやすく、特に夜間、地元のラジオ放送でも聴きづらくなることが多い。
対策として周波数の変更や中継局の設置の他には、FM中継（サイマル放送）がある。1991年（平成3年）11月にNHKが沖縄県西表島に祖納中継局として、12月に富山県の北日本放送が黒部市に新川局としてFMによる中継局を設置した。これ以降、東京都ではNHKが小笠原諸島の父島・母島両中継局、富山県では北日本放送が先述の新川中継局と砺波市に設置した砺波中継局、鹿児島県ではNHKが奄美諸島の一部中継局、沖縄県ではNHKが先島諸島の一部中継局と南大東中継局、琉球放送とラジオ沖縄では全ての中継局で実施している。
2014年（平成26年）には、アナログテレビ放送の帯域を再利用するFM補完中継局として全国的に普及する方針が策定された。
この他路側放送局の付近にAFNの送信所がある場合、1620kHzでは混信を起こすことがある。これは、AFNの第2高調波（810kHz×2=1620kHz）が路側放送の周波数と同じであるために発生するもので、対策としては1629kHzを使用することとしている。

#### FM放送
1992年（平成4年）1月にコミュニティ放送の制度が始まり、全国で次々と開局している。コミュニティ放送局に許される空中線電力は原則として最大20Wである。県域放送局の空中線電力は最大10kW - 最小500W（親局）中継局では最大1kW - 最小1W程度であり、コミュニティ放送局よりも電波がはるかに強い。
コミュニティ放送局の送信周波数が県域放送局のすぐ近くに割り当てられると、コミュニティ放送局から少し離れた地域では県域放送局の電波により混信が発生する場合がある。例えばむさしのFM（東京都武蔵野市）は78.2MHz / 20Wで放送しているが、BAYFM（送信所は千葉県船橋市）は200kHz下の78.0MHz / 5kWで放送している。このためにエフエムむさしのを同局の放送区域である武蔵野市で受信する分には良好に受信できるが、少し離れた地域で聴こうとするとBAYFMの強力な混信を受ける。
FM（周波数変調）の受信にはいわゆる弱肉強食特性がある。これは同一または非常に近接した周波数の複数のFM電波を受信した場合、電波の弱い方が強い方にかき消されて聞こえなくなるという性質である。この良否を表すのがキャプチャーレシオである。
このため、コミュニティ放送局は県域放送局との混信により聞こえにくくなるだけでなく、電波が届いていても全く聞こえなくなることも起こる。受信地点においてコミュニティ放送局の方角と県域放送局の方角とが十分に離れていれば、指向性アンテナの使用で混信を回避できる場合がある。

## テレビ放送の混信
テレビ放送では通常、放送区域内では混信を起こさないようにチャンネルが割り当てられている（スピルオーバー潰しのために隣接県の放送局と敢えて同一チャンネルにすることも多い。）。しかし放送区域外の局を受信する場合、同一チャンネルの他局の電波と混信を起こすことが多々ある。総務省に混信が起きている旨相談しても放送区域外であることを理由に混信とは認めてもらえない。このために、現状では八木・宇田アンテナの指向性でしか回避する方法がない。
放送区域内であっても近隣都道府県の中継局の電波が混信してしまうことがある。

### 日本での状況
地上デジタルテレビ放送では、適正にチャンネルが割り当てられていれば混信の影響を受けにくい。受信機であるテレビ側においてデジタル信号に基づく訂正機能が働くことも大きい。ただ著しい外部電波の影響を受けるとベリノイズが発生したり、場合によっては全く視聴できなくなる。
これに対して、従来の地上アナログ放送は混信の影響を非常に受けやすいものであった。
混信すると画面に横線が入ったり、別の音声が被ったり、ビートノイズが混じったりする。場合によっては全く目的の番組が受信できないこともある。太陽活動の活発な年や春先から夏にかけては特にVHF帯Low側（1 - 3ch）で電離層や気象条件の影響で混信が発生することがあった（本来届かない電波が届いてしまうため）。なおUHF帯（13〜62ch）は周波数が高く、電離層を突き抜けてしまう（反射されない）ため、この原因による影響は受けない。しかし、フェージングによる受信障害はUHFにおいても発生する。
瀬戸内海沿岸部や朝鮮半島に近い山陰地方から九州北部の日本海側では放送区域内であっても混信が起こりやすかった。関東地方では東部を中心に38chを使用するテレビ埼玉と長野放送が混信し、またKBS京都比叡山送信所（34ch）の場合、愛知県では三重テレビ津親局（33ch）・テレビ静岡浜松中継局（34ch）・中京テレビ名古屋親局（35ch）など隣接チャンネルを東海地方にて使用していたため混信し、また三重テレビも愛知県東部や静岡県西部においてテレビ静岡浜松中継局に加え静岡朝日テレビ日本平親局33chと混信していた。この場合は混信していない他の中継局を視聴するか、電離層や気象条件が原因である混信は収まるのを待つしかなかった。
またVHFテレビ放送においてもFMにおいて挙げた弱肉強食特性があり、この場合は映像と音声で別の局になる場合もある。一例として大分市の南部にて、VHFアンテナを北方向の十文字原方面に立てた場合、松山・北九州からの電波も受信する。この場合10chを松山では南海放送（RNB）松山本局が、北九州ではテレビ西日本（TNC）北九州局がそれぞれ使用しており、受信状況によっては映像と音声で異なる局の電波が受信されることがあった。
混信の影響を受けやすい地域の放送局では「外国電波の影響によりテレビの受信が困難になっている地域があります。ご了承ください。」などのテロップが挿入されることがあった（混信が酷い場合にはそのテロップの文字さえも判読困難な場合すらありえた。）。このような混信の影響を受けやすい地域では住民等の要望によりチャンネルが変更されたり、新たに中継局が設置されることもあった。
地上デジタルテレビ放送でもチャンネル割当てによる混信の影響が起きており、例えば茨城県南部ではNHK水戸放送局がTOKYO MXと混信して受信が困難になる場合があったため、東京スカイツリーへの移転の際にTOKYO MXの親局チャンネルが変更されるなどチャンネルが変更されるケースも見られる。

## 無線通信の混信
国際電気通信連合憲章では、連合の構成国や構成国の無線局に対し、有害な混信を避けるように定めている（第6条、第45条等）。
日本では、電波法第56条に、無線局は他の無線局等に混信を与えずに運用しなければならないことが定められているほか、他の条文でも混信に関しての規定が定められている。
二周波複信で運用される業務無線の場合は、混信が発生しないように、使用周波数・サービスエリア・局数が管理されているので、混信なく通信できるようになっている。ところが、異常伝播発生時や高層ビルの高層階、山岳の山頂付近では、いわゆるスピルオーバーが発生し、混信となる。また、同一周波数または隣接周波数で不法無線局が運用されても混信となり、社会問題に発展することもある。
一周波単信で運用される業務無線の場合も、混信が発生しないように、使用周波数・サービスエリア・局数が管理されているが、移動局は他の移動局が送信中かどうかを知ることができないため、例えば、他の移動局が基地局と通信中で、かつ、その移動局の電波が弱くて受信できない時に、空き状態であると判断し送信すると、基地局に対して混信を発生させることになる。
アマチュア無線の場合は、総務省告示アマチュア局が動作することを許される周波数帯（通称、アマチュアバンドまたはハムバンド）に基づき割り当てられた周波数で告示アマチュア業務に使用する電波の型式及び周波数の使用区別（通称、バンドプラン）により指定された電波型式を使用することが義務付けられているのを除き、局数・運用時間などを管理するルールや仕組みがないため、混信を防止する手立ては基本的にない。VHF帯以上のFMでは決まった間隔をあけて切りの良い周波数を使うことが習慣化しており、混信が発生した際は譲り合いにより解決する（一定の周波数しか使えないわけではないので、逆に柔軟に運用ができるともいえる。）。SSBやCW（モールス符号による電信）などでは、一定の間隔をあけて送受信するなどという概念すらなく、自由に周波数を決めて交信が行われる。そのため全く同一周波数でなくても、隣接する周波数からの混信がある状態での通信が当たり前に行われており、混信がある中で遠距離の局や小出力の局と交信するということ自体が、アマチュア無線家にとっては楽しみでさえある。
ワイヤレスマイクの混信が広範囲に及ぶこともあり、駅のスピーカーから葬儀会場のお経が流れるといったことも起きている。